# Новоарбатский мост
Новоарба́тский мост (Кали́нинский мост) — автодорожный мост через Москву-реку в Москве. Соединяет Западный административный округ (Кутузовский проспект) и Центральный (Новый Арбат). Один из первых мостов в России с цельносварным сталежелезобетонным пролётным строением и обжатой высокопрочной арматурой плитой проезжей части.

## Расположение
Соединяет Новый Арбат и Кутузовский проспект. По противоположным сторонам моста расположены набережные Тараса Шевченко и Смоленская.
Рядом с мостом расположены Дом Правительства Российской Федерации, здание СЭВ, Radisson Collection Hotel Moscow (гостиница «Украина»).
Выше по течению находится мост Багратион, ниже — Смоленский метромост.
Ближайшими станциями метро являются «Киевская» и «Смоленская». Неподалёку расположены остановки автобусов н2, м2, м27, 91, 116, 157, 216, 474, 840.

## Название
Первоначально мост был назван Калининским, так как прилегал к проспекту Калинина. В 1991 году переименован в Новоарбатский.

## История
Создание моста входило в Генплан 1935 года. Проектирование началось в 1939 г. Эскизные проекты выполнили несколько авторских коллективов. Согласно проекту мастерской архитектора Александра Власова, мост состоял из трёхпролётной балки. Речной пролёт, самый длинный, должны были поддерживать арки из металлических труб, заполненных бетоном. Проект не предусматривал строительства береговые устоев. Проектный отдел треста № 3 Главводспецстроя (автор — инженер Н. И. Ермолин) разработал два альтернативных варианта, которые различались решением береговых пролетов. В первом — были выбраны бетонные своды пролетов, во втором — стальные.
За архитектурное оформление взялись различные архитекторы: Л. Поляков, А. Буров и Н. Колли. Согласно проекту Полякова, на береговых опорах планировались монументальные арки, которые поддерживали украшенные барельефами массивные пилоны со сложными лестницами, ведущими на набережную. Устои на противоположном берегу должны были украшать высокие обелиски. Главным элементом композиции в проекте Бурова должна была стать широкая лестница, спускающаяся на набережную вдоль реки. Над лестницей возвышались монументальные пропилеи. Проект Колли предусматривал установку над опорами огромных скульптур, которые символизировали бы единение Советского Союза с Западной Украиной. Арки главного пролёта были декорированы накладками, призванными создать ощущение монументальности.
Для реализации было выбрано инженерное решение Власова и архитектурное оформление Колли, однако этому помешала начавшаяся война.
К проектированию моста вернулись в 1950 году, прежние проекты уже не рассматривались, новые были представлены в марте 1951 года на совещании архитектурного совета Москвы. Согласно плану архитектора Бориса Надежина, арка моста пролётом 162 м должна была быть железобетонной и облицована гранитом, при этом две меньшие арки по 42 метра перекрывали бы береговые проезды, ширина моста намечалась в 47 метров.
Согласно другому проекту архитектора К. Яковлева и инженера М. С. Руденко, мост перекрывал реку одной стальной аркой пролётом в 162 м и шириной в 47 м. Члены совета приняли к исполнению именно этот проект. Проектное задание на строительство было подготовлено в 1954 году Мосгипротрансом и Трансмостпроектом Министерства путей сообщения СССР. Изначально на мосту предлагалось установить монументальные колонны со скульптурами, символизирующими славу советского народа, однако этого не произошло.
Авторами утвержденного проекта моста являются инженеры М. С. Руденко, С. Терехин, М. Крючков и архитекторы К. Яковлев и А. Душкин, соавторами — архитекторы М. Марковский, А. Сусоров, Б. Тхор. Мост построен в 1954—1957 гг. Мостоотрядом № 4 Минтрансстроя.
4 октября 1993 года с моста танки расстреливали здание Правительства, в котором заседали противники ельцинских реформ из числа депутатов Верховного Совета РСФСР.
К началу 2000-х гг. в ходе обследований моста было выявлено значительное снижение грузоподъемности моста, провисание пролётного строения на 10-15 см, нарушение водоотвода и гидроизоляции, развитие коррозионных повреждений стальных и железобетонных конструкций.
В 2003—2004 гг. проведён первый капитальный ремонт моста с момента его возведения. Проект ремонта моста был разработан компанией ООО «Гвин-Пин». Ремонтно-строительные работы выполнены генподрядчиком АО «Мостотрест» и привлеченными субподрядными организациями: Мостоотряд № 4, ООО «Пелискер», ООО «Дефшов» и целым рядом специализированных строительно-монтажных управлений. Заказчиком проекта было ГБУ «Гидромост». Работы выполнялись в период с апреля 2003 по октябрь 2004 гг. в два этапа без полного закрытия движения автотранспорта.
В ходе работ был устранен прогиб руслового пролёта, заменена железобетонная плита проезжей части, устроена новая гидроизоляция и дорожная одежда, заменены инженерные коммуникации, обновлена гранитная облицовка и перильное ограждение моста, проведен ремонт левобережной эстакады и заменены все деформационные швы. Движение транспорта по мосту было открыто 3 июля 2004 года.

## Конструкция
Мост трехпролётный сталежелезобетонный балочный. Русло реки и набережные перекрыты неразрезной балкой с пролётами 72,6 + 108,0 + 72,6 м. Мост косой в плане, угол косины составляет 73,5° к руслу реки.
Пролётное строение цельносварное, изготовлено из стали марки М16С. В поперечном сечении установлено 12 балок с расстоянием 3,6 м между осями. Балки объединены металлическими рамами, установленными по длине моста через 9 м. Непосредственно на пояса балок опирается плита.
Для включения железобетонной плиты проезжей части в совместную работу с металлическими балками применялись жесткие упоры трубчатого типа, привариваемые к верхнему поясу балки внутри и снаружи.
Монолитные участки железобетонной плиты над промежуточными опорами длиной по 47 м бетонировали секциями шириной 7 м и до соединения с упорами подвергали предварительному сжатию. Сжатие было произведено мощными пучками из семипроволочных прядей высокопрочной проволоки, уложенными в открытые каналы, устроенные в плите. Кожухи анкеров напрягающих канатов создают утолщения верхней плиты пролетов, которые видны непосредственно под парапетами тротуаров.
Двухплитная конструкция с замкнутыми коробчатыми сталежелезобетонными сечениями в околоопорных зонах позволила осуществить главные балки весьма малой высоты не только в середине пролётов, но и на промежуточных опорах. Высота главной балки в середине главного пролёта 2,45 м, что составляет 1/44 пролёта, а над опорами 3,18 м, или 1/34 пролёта. Каждая главная балка общей длиной 254,5 м состоит из 11 монтажных блоков длиной по 27 м, кроме крайних, имеющих длину по 13,2 м, и опорных — длиной по 19,5 м.
Речные опоры состоят из шести монолитных железобетонных столбов на общем кессонном основании. Фундамент устоев — на железобетонных сваях сечением 35 х 35 см. Под каждую береговую опору забито 174 сваи.
Длина моста составляет 502 м, ширина — 43 м (из них ширина проезжей части — 34 м и два тротуара по 4,5 м). Подходами к мосту служат железобетонные эстакады длиной 90 и 158 м, внутри которых размещены закрытые стоянки автомобилей.
Мост предназначен для движения автотранспорта и пешеходов. Проезжая часть включает в себя 8 полос для движения автотранспорта. Перильное ограждение чугунное индивидуального художественного литья, заканчивается на устоях гранитным парапетом. На устоях устроены гранитные лестничные спуски на набережные.